# Coppa del Mondo maschile di pallavolo 2007
La Coppa del Mondo maschile di pallavolo 2007 si è svolta dal 18 novembre al 2 dicembre 2007 a Saitama, Matsumoto, Hiroshima, Toyama, Fukuoka, Okayama e Tokyo, in Giappone. Al torneo hanno partecipato 12 squadre nazionali e la vittoria finale è andata per la seconda volta consecutiva al Brasile, che si è qualificato per i giochi della XXIX Olimpiade, insieme alla Russia e alla Bulgaria, rispettivamente seconda e terza classificate.

## Girone unico

### Primo round
| Girone A                                                                | Girone B                                                              |
| ----------------------------------------------------------------------- | --------------------------------------------------------------------- |
| Sede: Saitama Argentina Australia Corea del Sud Giappone Russia Tunisia | Sede: Matsumoto Brasile Bulgaria Egitto Porto Rico Spagna Stati Uniti |

### Secondo round
| Girone C                                                                  | Girone D                                                           |
| ------------------------------------------------------------------------- | ------------------------------------------------------------------ |
| Sede: Hiroshima Argentina Australia Corea del Sud Giappone Russia Tunisia | Sede: Toyama Brasile Bulgaria Egitto Porto Rico Spagna Stati Uniti |

### Terzo round
| Girone E                                                         | Girone F                                                                   |
| ---------------------------------------------------------------- | -------------------------------------------------------------------------- |
| Sede: Fukuoka Argentina Egitto Giappone Porto Rico Russia Spagna | Sede: Okayama Australia Brasile Bulgaria Corea del Sud Stati Uniti Tunisia |

### Quarto round
| Girone G                                                           | Girone H                                                             |
| ------------------------------------------------------------------ | -------------------------------------------------------------------- |
| Sede: Tokyo Argentina Brasile Bulgaria Giappone Russia Stati Uniti | Sede: Tokyo Australia Corea del Sud Egitto Porto Rico Spagna Tunisia |

## Podio

### Campione
Formazione: 1 Bruno de Rezende, 2 Marcelo Elgarten, 4 André Heller, 6 Samuel Fuchs, 7 Gilberto de Godoy, 8 Murilo Endres, 9 André Nascimento, 10 Sérgio dos Santos, 11 Anderson Rodrigues, 13 Gustavo Endres, 14 Rodrigo Santana, 18 Dante do Amaral, CT: Bernardo de Rezende

### Secondo posto
Formazione: 1 Aleksandr Korneev, 2 Semën Poltavskij, 4 Pavel Kruglov, 5 Pavel Abramov, 6 Sergej Grankin, 8 Sergej Tetjuchin, 9 Vadim Chamutckich, 10 Jurij Berežko, 13 Aleksej Ostapenko, 15 Aleksandr Volkov, 16 Aleksej Verbov, 18 Aleksej Kulešov, CT: Vladimir Alekno

### Terzo posto
Formazione: 1 Evgeni Ivanov, 2 Hristo Cvetanov, 3 Andrej Žekov, 4 Bojan Jordanov, 5 Krasimir Gajdarski, 6 Matej Kazijski, 7 Nikolaj Nikolov, 8 Ivan Stanev, 11 Vladimir Nikolov, 13 Teodor Salparov, 15 Todor Aleksiev, 17 Plamen Konstantinov, CT: Martin Stoev

## Classifica finale
| Classifica | Squadre       | Qualificazione             |
| ---------- | ------------- | -------------------------- |
|            | Brasile       | Giochi della XXX Olimpiade |
|            | Russia        | Giochi della XXX Olimpiade |
|            | Bulgaria      | Giochi della XXX Olimpiade |
| 4          | Stati Uniti   |                            |
| 5          | Spagna        |                            |
| 6          | Porto Rico    |                            |
| 7          | Argentina     |                            |
| 8          | Australia     |                            |
| 9          | Giappone      |                            |
| 10         | Egitto        |                            |
| 11         | Corea del Sud |                            |
| 12         | Tunisia       |                            |